# بندر الشمري (لاعب كرة قدم مواليد 1995)
بندر عيد الشمري مواليد 1 يوليو 1995، هو لاعب كرة قدم سعودي يلعب كظهير أيسر يلعب حالياً في نادي التقدم.

## مسيرة اللاعب
لعب في نادي القيصومة ونادي الوشم ونادي النهضة ونادي الرياض ونادي التقدم.